# Jin Haochen
Jian Haochen (chino: 金澔辰), es un actor chino.

## Biografía
Se entrenó en la Academia de Cine de Pekín.

## Carrera
En el 2016 se unió al elenco recurrente de la serie china Memory Lost donde interpretó a Chen Fang Xu durante las tres temporadas de la serie.
En enero del 2018 se unió al elenco recurrente de la serie Untouchable Lovers (también conocida como "The Phoenix Prison") donde dio vida a Mo Xiang, uno de los acompañantes de la Princesa Chuyu (Guan Xiaotong), un hombre conocido por su atractivo y su aroma único. El actor Zhang Mingxuan interpretó a Mo Xiang de joven.
Ese mismo año apareció como invitado en la serie Meteor Garden donde interpretó al estudiante Yan Zhibu, el hermanastro de Yan Shun Ping (Zhao Hua Ran).

## Filmografía

### Series de televisión
| Año  | Título             | Personaje     | Notas |
| ---- | ------------------ | ------------- | ----- |
| 2018 | Meteor Garden      | Yan Zhibu     |       |
| 2018 | Untouchable Lovers | Mo Xiang      |       |
| 2016 | Memory Lost        | Chen Fang Xu  |       |
| 2015 | Unforgiven         | Zhou Hao Chen |       |